# Sociedad preconstituida
Una sociedad preconstituida es aquella que se constituye con el fin de ser mantenida sin actividad hasta su posterior venta a terceros. Se trata de una sociedad limitada o anónima «congelada», es decir sin activos ni actividad empresarial, cuyo posterior puesta en marcha se realiza mediante una estandarización de los estatutos sociales. Una sociedad de estas características puede permanecer inactiva desde pocos días tras su constitución hasta varios años. Existen entidades cuyo propósito es la constitución de estas sociedades, normalmente en paralelo con otros servicios de gestoría empresarial, por lo que lo habitual es crear un importante número de ellas a la vez, aunque también pueden ser constituidas unitariamente. 

## Utilidad
Quien las adquiere puede empezar a operar con ellas inmediatamente, al contrario de lo que ocurre cuando alguien constituye por su cuenta una sociedad. Si se constituye, los trámites pueden tardar entre 45 y 60 días, y si se adquiere una sociedad ya previamente constituida, los trámites se reducen a unas pocas horas.
Las sociedades limitadas o anónimas preconstituidas son un producto cada vez más usual en España por lo laborioso que resulta constituir una sociedad por el método tradicional.
Normalmente para constituir una sociedad limitada o una sociedad anónima se necesita realizar numerosos y tediosos trámites, además de tener que desembolsar inmediatamente el capital social.

## Constitución
Existen empresas que se dedican a constituir un elevado número de sociedades y las mantienen sin actividad para posteriormente venderlas a sus clientes que serán quienes las activan inmediatamente sin tener que esperar más tiempo. De ese modo consiguen iniciar su negocio de forma inmediata sin más trámites. A este servicio de sociedades preconstituidas se ha venido en llamar de distintos modos: sociedades dormidas; sociedades en 24 horas; sociedades urgentes; banco de sociedades; nido de sociedades, etc.

## Adquisición
Es tan sencillo como rellenar un cuestionario y enviarlo por Internet. Será necesario acudir a la notaría para formalizar la escritura de compraventa de participaciones y la escritura de acuerdos sociales, esta última se tendrá que inscribir en el Registro Mercantil.

## Ventajas
Como ventaja adicional a la rapidez, se ofrece también la confidencialidad en la titularidad de los socios, porque en el Registro Mercantil únicamente aparecen los socios fundadores, pero nunca (salvo casos de unipersonalidad)los nuevos socios que adquieren la sociedad. Otra ventaja es que no necesitan desembolsar inmediatamente el capital social.

## Posibles peligros
Ocasionalmente el adquirente podría tener responsabilidades por lo realizado con la sociedad con anterioridad a la compra. No obstante lo importante es localizar una empresa que esté especializada en esta actividad y pueda ofrecer una garantía.
Es un trámite totalmente legal y ya no se puede hablar de novedoso porque hace bastantes años que está disponible en nuestro país. Hay varias empresas que lo ofrecen, y alguna incluso ha sido certificada por AENOR a nivel nacional.
- Datos: Q446207